# Fei-Fei Li
Fei-Fei Li (förenklad kinesiska: 李飞飞; traditionell kinesiska: 李飛飛), född 1976, är en amerikansk dataforskare känd för att ha etablerat ImageNet, databasen som möjliggjorde snabba framsteg inom datorseende på 2010-talet. Hon är professor i datavetenskap vid Stanford University, meddirektör för Stanford's Human-Centered AI Institute och har varit chef för Stanford Artificial Intelligence Laboratory (SAIL) från 2013 till 2018. Li arbetar med artificiell intelligens, maskininlärning, datorseende, kognitiv neurovetenskap och beräkningsbaserad neurovetenskap.

## Biografi
Li föddes och växte upp i Beijing i Kina, men vid 15 års ålder flyttade hon till USA med sina föräldrar. Efter High School fick hon ett stipendium för att studera på Princeton University där hon läste fysik och datavetenskap. I samband med sina universitetsstudier besökte hon sina föräldrar under helgerna för att jobba i deras kemtvätt-butik. Li tog senare sin doktorsexamen i elektroteknik vid California Institute of Technology där hennes arbete berörde gränslandet mellan neurovetenskap och datavetenskap.
Efter sin doktorsexamen började Li sin akademiska karriär som universitetslektor på Princeton University och bytte sedan arbetsplats till Stanford University där hon blev befordrad till professor.
Li är också känd för att vara medgrundare och ordförande för den ideella organisationen AI4ALL, vars syfte är att öka mångfald och inkludering inom artificiell intelligens genom utbildning av nästa generationens AI-teknologer.
Under ett sabbatsår från Stanford (2017–2018) var Li chef och vice VD för AI/ML på Google Cloud. Där arbetade hon med produkter som Cloud AutoML, vilket automatiserar maskininlärningsprocesser och demokratiserar tillgången till AI för företag. Li sade upp sig från Google i oktober 2018 efter att ha kritiserats för kommentarer hon gjorde i samband  med en kontrovers gällande Google AI:s användande för att identifiera drönarmål från suddiga drönarinspelningar. Li uppgav senare till The New York Times att hon "tror på människocentrerad AI för att gynna människor på positiva och välvilliga sätt" och att det "strider djupt mot [hennes] principer att arbeta med något projekt som [hon] anser är till för att använda AI som vapen."